# Liste der Pfarren im Dekanat Völkermarkt/Velikovec
Das Dekanat Völkermarkt/Velikovec ist ein Dekanat der römisch-katholischen Diözese Gurk.
Es umfasst 14 Pfarren.

## Pfarren mit Kirchengebäuden
| Pfarre                                                | Patrozinium         | Kirchengebäude | Bild |
| Diex/Djekše                                           | Hl. Martin          | Pfarrkirche Diex Filialkirche St. Michael im Graben/Šmihel |      |
| Gorentschach/Gorenče                                  | Hl. Nikolaus        | Pfarrkirche Gorentschach/Gorenče Filialkirche St. Radegund/Št. Radegunda |      |
| Grafenbach/Kneža                                      | Hl. Maria Magdalena | Pfarrkirche Grafenbach/Kneža |      |
| Greutschach/Krčanje                                   | Hl. Martin          | Pfarrkirche Greutschach/Krčanje |      |
| Haimburg                                              | Mariä Heimgang      | Pfarrkirche Haimburg/Vovbre Filialkirche St. Bartholomä, Filialkirche St. Lambert, Thalenstein-Schlosskapelle |      |
| Markt Griffen                                         | Hll. Peter und Paul | Pfarrkirche Markt Griffen Filialkirche St. Kollmann |      |
| Ruden/Ruda                                            | Hl. Magdalena       | Pfarrkirche Ruden/Ruda Filialkirche Lind/Lipa, Filialkirche Lippitzbach-Schlosskapelle/Lipica-grajska kapela |      |
| St. Georgen am Weinberg                               | Hl. Georg           | Pfarrkirche St. Georgen am Weinberg Filialkirche Klein St. Veit, Filialkirche St. Leonhard, Filialkirche St. Lambert a.d. Lambrechtskogel                                                                              |      |
| St. Margarethen ob Töllerberg/Šmarjeta                | Hl. Margareta       | Pfarrkirche St. Margarethen ob Töllerberg Filialkirche St. Franzisci/Želinje, Filialkirche St. Katharina am Kulm/Sv. Katarina na Homu                                                                                  |      |
| St. Peter am Wallersberg/Št. Peter na Vašinjah        | Hl. Petrus          | Pfarrkirche St. Peter am Wallersberg/Št. Peter na Vašinjah Filialkirche Lisnaberg/Lisna gora, Filialkirche St. Lorenzen/Šv. Lovrenc, Filialkirche St. Martin/Šmartno                                                   |      |
| St. Ruprecht bei Völkermarkt/Št. Rupert pri Velikovcu | Hl. Ruprecht        | Pfarrkirche St. Ruprecht bei Völkermarkt/Št. Rupert pri Velikovcu Filialkirche St. Agnes/Sv. Neža, Filialkirche St. Ulrich/Št. Urh                                                                                     |      |
| St. Stefan bei Niedertrixen                           | Hl. Stephanus       | Pfarrkirche St. Stefan bei Niedertrixen Filialkirche St. Martin bei Niedertrixen, Filialkirche Wandelitzen - St. Michael                                                                                               |      |
| Stift Griffen/Grebinjski klošter                      | Mariä Himmelfahrt   | Stiftskirche Griffen Alte Pfarrkirche/Stara farna cerkec, Filialkirche Dürrenmoos/Suha Blato, Filialkirche Gletschach/Kleče, Filialkirche St. Michael in Unternberg/Šmihel v Podgori, Filialkirche Wallersberg/Vašinje |      |
| Völkermarkt                                           | Hl. Maria Magdalena | Pfarrkirche Völkermarkt Kreuzbergl Kapelle |      |

Siehe auch → Liste der Dekanate der Diözese Gurk